# Arcadia (Wisconsin)
Arcadia ist eine Kleinstadt (mit dem Status „City“) im Trempealeau County im US-amerikanischen Bundesstaat Wisconsin. Das U.S. Census Bureau ermittelte bei der Volkszählung 2020 eine Einwohnerzahl von 3737.

## Geografie
Arcadia liegt im Westen Wisconsins beiderseits des Trempealeau River, der rund 30 km südlich in den die Grenze zu Minnesota bildenden Mississippi mündet.
Arcadia liegt in der Driftless Area genannten eiszeitlich geformten Region, die sich über das südöstliche Minnesota, das südwestliche Wisconsin, das nordöstliche Iowa und das äußerste nordwestliche Illinois erstreckt. Bei der letzten Eiszeit, der so genannten Wisconsin Glaciation, blieb die Region eisfrei, sodass sich die Flusstäler auch während dieser Zeit tiefer in das Plateau einschneiden konnten.
Die geografischen Koordinaten von Arcadia sind 44°15′10″ nördlicher Breite und 91°30′06″ westlicher Länge. Das Stadtgebiet erstreckt sich über eine Fläche von 7,43 km² und ist vollständig von der Town of Arcadia umgeben, ohne dieser anzugehören.
Nachbarorte von Arcadia sind Independence (16 km nordnordöstlich), Whitehall (25 km nordöstlich), Blair (25,8 km ostnordöstlich), Ettrick (25 km südöstlich), Dodge (21 km südsüdwestlich) und Glencoe (11 km westnordwestlich).
Die nächstgelegenen größeren Städte sind Green Bay am Michigansee (323 km östlich), Wisconsins Hauptstadt Madison (265 km südöstlich), Wisconsins größte Stadt Milwaukee (380 km in der gleichen Richtung), La Crosse am Mississippi (68 km südsüdöstlich), Rochester in Minnesota (113 km westsüdwestlich), die Twin Cities in Minnesota (180 km nordwestlich) und Eau Claire (79 km nördlich).

## Verkehr
Der Wisconsin State Highway 95 führt in West-Ost-Richtung als Hauptstraße durch Arcadia. Durch den Osten der Stadt führt in Nord-Süd-Richtung der Wisconsin State Highway 93. Alle weiteren Straßen sind untergeordnete Landstraßen, teils unbefestigte Fahrwege sowie innerörtliche Verbindungsstraßen.
Entlang des Trempealeau River verläuft eine Eisenbahnlinie für den Frachtverkehr der Canadian National Railway durch Arcadia.
Die nächsten Flughäfen sind der La Crosse Regional Airport (68 km südsüdöstlich) und der Chippewa Valley Regional Airport (85 km nördlich).

## Bevölkerung
Nach der Volkszählung im Jahr 2010 lebten in Arcadia 2925 Menschen in 1114 Haushalten. Die Bevölkerungsdichte betrug 393,7 Einwohner pro Quadratkilometer. In den 1114 Haushalten lebten statistisch je 2,55 Personen.
Ethnisch betrachtet setzte sich die Bevölkerung zusammen aus 73,4 Prozent Weißen, 0,8 Prozent Afroamerikanern, 0,3 Prozent amerikanischen Ureinwohnern, 0,6 Prozent Asiaten sowie 22,8 Prozent aus anderen ethnischen Gruppen; 2,1 Prozent stammten von zwei oder mehr Ethnien ab. Unabhängig von der ethnischen Zugehörigkeit waren 31,2 Prozent der Bevölkerung spanischer oder lateinamerikanischer Abstammung.
26,7 Prozent der Bevölkerung waren unter 18 Jahre alt, 59,0 Prozent waren zwischen 18 und 64 und 14,3 Prozent waren 65 Jahre oder älter. 48,1 Prozent der Bevölkerung waren weiblich.
Das mittlere jährliche Einkommen eines Haushalts lag bei 42.708 USD. Das Pro-Kopf-Einkommen betrug 19.280 USD. 17,8 Prozent der Einwohner lebten unterhalb der Armutsgrenze.

## Bekannte Bewohner
- Robert Henry Brom (1938–2022) – Bischof von San Diego – geboren und aufgewachsen in Arcadia
- James Haines (* 1954) – Ringer – geboren und aufgewachsen in Arcadia